# ヴァイセンゼー地区の集合住宅
ヴァイセンゼー地区の集合住宅（Weißensee、ヴァイセンゼーちくのしゅうごうじゅうたく）は、ドイツの建築家ブルーノ・タウトの1925年の作品。

## 概要
ヴァイセンゼーは、ベルリンミッテ地区東北部のプレンツラウアー・ベルク地区のさらに東北部にある。ベルリン中心部から約8kmの距離である。旧東ドイツに当たる。中心部には白い湖と呼ばれる美しい湖があり、市民の憩いの場となっている。ブッシュアレー地区と、トリエラー通りの集合住宅に分けられる。

## ブッシュアレー地区の集合住宅
ブッシュアレー、ガルテン通り、ズルッフェルダー通り、ハンザ通りにあり、建築主はベルリン市住宅供給公社ゲハーグ。全戸数は645戸。1期～4期工事が1925年から1930年にわたって行われた。1954年から1955年には戦争で被災した箇所の補修が行われた。1993年から1998年にかけては、記念建築物保全の修復が施された。ブッシュアレーは路面電車が走る大通りであるが、集合住宅は大通りに沿う形で細長く建ち並ぶ。1戸が57.6㎡で浴室付きで、当時の労働者住宅としては異例であった。大都市で田園生活を楽しめる工夫がなされている。どの住宅も同規模、内容に設計され、平等を規範としたものであった。路面電車に面した住宅にはバルコニーにガラスがはめられ、パッシブソーラーハウスのひとつの手法であるドイツ人が「冬の庭」と呼ぶ「付設温室」となっている。この住宅群ではタウトは色彩には留意しておらず、一部にわずかにえび茶色の彩色を施したに過ぎない。

## トリエラー通りの集合住宅
同じくゲハーグが建築主で、48戸の集合住宅。1925年ー1926年の建設でその後幾度となく補修が行われた。彩色が青色、えび茶色、黄色、黄土色などに施され、派手に見える箇所も多い。